# Izumi, Yokohama

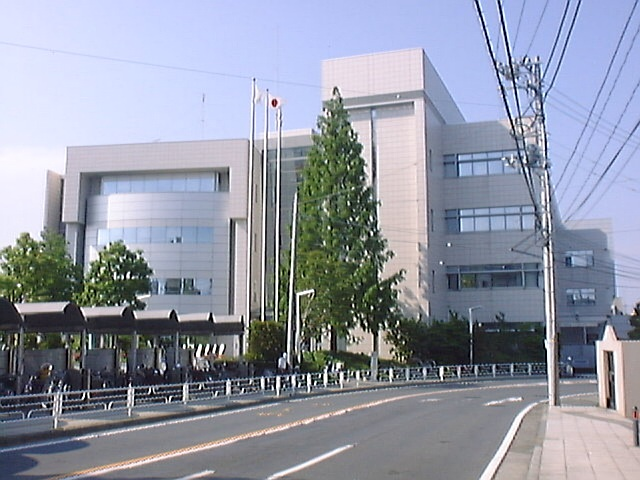
Văn phòng quận Izumi

Izumi-ku, Yokohama (泉区) là một khu thuộc thành phố Yokohama, tỉnh Kanagawa, Nhật Bản. Năm 2010, dân số ước tính là 155.674 người và mật độ 6.620 người/km². Tổng diện tích là 23,51 km².